# Turanica haeretica
Turanica haeretica là một loài bướm đêm trong họ Noctuidae.